# Laxton's superb
Laxton's superb är en äppelsort vars ursprung är Bedford, England, och äpplet är resultatet av en korsning mellan Cox Orange och Wyken Pipping - en korsning som genomfördes 1897. Köttet på detta äpple (vitt till ljusgrönt) är fast, sött, och har  enligt de flesta en god arom. Laxton's superb mognar i januari och håller sig därefter vid god förvaring till, omkring, mars. Äpplen som pollineras av äpplet är bland andra Alice, Aroma, Cox Orange, Cox Pomona, Gul Richard, Ingrid Marie, James Grieve och Mio. Nackdelar med sorten är att den är mycket benägen för skorv och vartannat-årsbördighet. 130 dagar mellan blomning och plockning. Medelvikt 120 gram, densitet 0,82, sockerhalt 14%, syrahalt 0,74%.. Typisk storlek är bredd 67-70 mm, höjd 61 mm. Stjälk 15–20 mm. Rost i stjälkhålan. C-vitamin 17,5mg/100gram.
Laxton superb började säljas i Sverige år 1934 av Alnarps Trädgårdar och år 1935 av Ramlösa Plantskola. Laxton Superb har förkommit i Svensk Yrkesodling med omkring 4000 träd.
Övriga Laxton-sorter sålda i Sverige:
- Laxton Advance En korsning av Cox Orange och Gladstone. Plockas i augusti. Känslig för fruktträdskräfta och mjöldagg.
- Laxton Epicure Ett äpple framtagit år 1909. Wealthy x Cox Orange. Typisk storlek är bredd 63 mm, höjd 54 mm. Lång stjälk 30–35 mm. Gulgrön grundfärg och röd strimmig täckfärg på 25–75% av äpplet. Många stora bruna kärnor. Aromen påminner om vin då äpplet skärs itu. Mjukt fruktkött. Plockas månadsskiftet augusti-september. Blommar samtidigt som Discovery och Katja.[7]
- Laxton Exquisite En korsning av Cox Orange och Cellini. Kort tjock stjälk. Mognar oktober-november i zon 1.[8]
- Laxton Fortune En korsning mellan Cox Orange och Wealthy. Trädets bördighet inträder tidigt. Fruktens typiska storlek: Bredd 74mm, höjd 62mm. Frukten har låga åsar. Gulgrön grundfärg, rödstrimmig på solsidan. Långt skaft och litet kärnhus. Frukten har en smak som påminner om  banan. Mognar i slutet av oktober i zon 1.[9]
- Laxton Imperial
- Laxton Parmän  En korsning mellan Cox Orange och Wyken pippin. Ett medelstort äpple med gulgrön grundfärg och mörkröd täckfärg. Slutet kärnhus. Vitgult fruktkött med gröna kärlsträngar. Plockas i oktober. Ätmoget i januari.[10]
- Laxton Royalty En korsning mellan Cox Orange och Kunglig kortstjälk. Ett sött och aromrikt äpple. Slutet kärnhus. Plockas i oktober. Ätmoget i januari. Går att odla i zon 1.[8]